# Dongjingcheng (köpinghuvudort i Kina, Heilongjiang Sheng, lat 44,11, long 129,21)
Dongjingcheng (kinesiska: 东京城, 东京城镇) är en köpinghuvudort i Kina. Den ligger i provinsen Heilongjiang, i den nordöstra delen av landet, omkring 270 kilometer sydost om provinshuvudstaden Harbin. Antalet invånare är 43 371. Befolkningen består av 21 467 kvinnor och 21 904 män. Barn under 15 år utgör 10,0 %, vuxna 15-64 år 79 %, och äldre över 65 år 9,0 %.
Runt Dongjingcheng är det ganska tätbefolkat, med 56 invånare per kvadratkilometer. Dongjingcheng är det största samhället i trakten. Trakten runt Dongjingcheng består till största delen av jordbruksmark.
Genomsnittlig årsnederbörd är 877 millimeter. Den regnigaste månaden är juli, med i genomsnitt 201 mm nederbörd, och den torraste är januari, med 5 mm nederbörd.